# Theodore Ts'o
Theodore Y. "Ted" Ts'o (nascido em 1968) é um desenvolvedor de software conhecido principalmente por suas contribuições para o núcleo Linux, em especial suas contribuições para o sistema de arquivos.
Em 1990 graduou-se em ciência da computação no MIT. Após a formatura, ele trabalhou no Departamento de Sistemas de Informação (SI) no MIT até 1999, onde entre outras coisas, ele era o líder de projeto da equipe V5 do Kerberos. Após o MIT SI ele trabalhou para a VA Linux Systems por dois anos. A partir de Dezembro de 2001 ele foi contratado pela IBM, trabalhando para melhorar o desempenho e escalabilidade do núcleo Linux. Em dezembro de 2007, ele foi trabalhar para a Fundação Linux. Ele pretende voltar para a IBM em Dezembro de 2009.
Ts'o inicialmente serviu como Estrategista de Plataforma Chefe na fundação. Em dezembro de 2008, ele foi apontado como Chief Technical Officer da organização. Ts'o substitui Markus Rex, que retornou à Novell.
Ele é o principal desenvolvedor e mantenedor do e2fsprogs, os utilitários de espaço de usuário para os sistemas de arquivos ext2 e ext3, e é um mantenedor para o sistema de arquivos ext4.
Ts'o atuou como tesoureiro a USENIX até junho de 2008, e presidiu o Linux Kernel Developers Summit anual.
Ts'o é um desenvolvedor do Debian, realiza manutenção de vários pacotes, principalmente aqueles relacionados a sistema de arquivos, incluindo o e2fsprogs, desde março de 2003.
Ts'o começou a trabalhar no núcleo Linux em julho de 1991, quando o núcleo estava em sua infância. De acordo com o Linus Torvalds, ele foi o primeiro desenvolvedor do núcleo da América do Norte [carece de fontes?].
Ele era membro da Direção da Área de Segurança do Internet Engineering Task Force, e ocupou uma cadeiras do grupo de trabalho para o IPsec. Ele foi um dos membros do conselho fundador do Free Standards Group, e atualmente é serve na organização como seu presidente.
Ele foi premiado com o Prêmio pelo Avanço do Software Livre da Fundação do Software Livre estadunidense de 2006.

## Controvérsia do Ext4
Ts'o atraiu polêmica em março de 2009, quando ele sugeriu que o Gnome e KDE deveriam adotar um estilo de Registro parecido com o do Windows para as configurações dos aplicativos, a fim de compensar as diferenças na operação de escrita do buffer de arquivos do Ext4.
| “                                                  | A maneira adequada de fazer esse tipo de coisa não é ter centenas de arquivos em minúsculo diretórios privados ~/.gnome2* e ~/.kde2*. Ao invés disso, a resposta é usar uma base de dados pequena adequada como a sqlite para registros de aplicativos, mas fixada de modo a alocar e liberar espaço para o seus bancos de dados em blocos, utilizando fdatawrite() ao invés de fsync() para garantir que os dados são gravados no disco. | ” |
| — Theodore Y. "Ted" Ts'o, Regarding Ext4 Data Loss | |   |